# 한국전력국제원자력대학원대학교
한국전력국제원자력대학원대학교(韓國電力國際原子力大學院大學校, Kepco International Nuclear Graduate School, KINGS)는 한국전력공사, 한국수력원자력(주), 한국전력기술(주), 한전KPS, 한전원자력연료가 공동 출연하여 설립된 대학원대학이다. 원자력 및 에너지산업분야의 리더급 전문인력을 양성하고, 글로벌 인적 네트워크를 구축하여 원전수출 기반을 조성하기 위해 설립되었다.  2012년 개교, 2017년 기타공공기관으로 지정되었으며, 캠퍼스는 새울 원자력 본부 단지 내에 위치해 있다.

## 연혁
- 2012년 3월 1일 - 개교

## 교육편제
2023학년도까지는 원자력산업학과/에너지정책학과 2개 전공의 석사 과정만 운영하였다. 1년 3학기제였으나 2019학년도부터 2학기 과정으로 개편되고, 에너지정책학과가 신설되었다.
입학전형에는 '한전그룹사 및 협력사 재직직원', '외국인'을 위한 일반전형과, '원자력관련산업 중소기업 재직자' 및 '일반이공계학부졸업생'을 위한 특별전형이 있다.
학위는 전문학위와 학술학위를 수여한다. 전문학위를 취득하려면 전문화과정을 3학기 이수하고 학위청구 개별 프로젝트보고서를 제출해야 하고, 학술학위를 취득하려면 전문화 과정을 2학기 이상 이수하고 학위청구논문을 제출해야 한다. 
학위 표기는 전문석사(전문분야) (Master of Engineering in speciality)와 공학석사(Master of Science)다.
2024학년도부터 박사학위 과정이 신설 운영되며, 미래원전기술전공/글로벌원전사업전공의 2개 트랙으로 운영된다.